# Artois (pays d'états)
Ne doit pas être confondu avec Artois.
Pour les articles homonymes, voir Artois (homonymie).
9 août 1640 – 4 mars 1790
(149 ans, 6 mois et 23 jours)
Entités précédentes :
- Comté d'Artois 
( Pays-Bas espagnols)

Entités suivantes :
- Pas-de-Calais
- Nord
- Somme

L'Artois est un ancien pays d'états puis gouvernement général et militaire en France, héritier du comté du même nom, et ayant pour capitale Arras, aujourd’hui principalement inclus dans le département du Pas-de-Calais. Les habitants de la province étaient les Artésiens.
La province s'est formée artificiellement à partir d'une notable portion des États de Philippe d'Alsaceet fut comprise de 863 à 1237 dans le comté de Flandre.
Contrairement à de nombreuses régions comme la Bretagne, la Normandie ou la Champagne, l'Artois ne correspond pas à une région culturelle moderne, en l'absence de langue régionale et d'unité.
La province d'Artois, ne corresponds pas au pays d'Artois, ou Artois propre, associé aux alentours d'Arras et de Houdain.

## Étymologie
Le nom Artois, viendrait du peuple celtique des Atrebates. Leur nom est probablement issu du celtique *Adtrebates de *Ad-treba-ti peut-être « ceux qui habitent » ou « ceux qui possèdent des villages » (cf. vieil irlandais ad-treba « il habite, il cultive », verbe dérivé de treb « habitation », cognat du breton tre- « village » cf. trève, gallois tref « habitation »), latinisé en Atrebates.
Ils vivaient en Atrébatie correspondant approximativement à l'Artois, dont l'étymologie s'explique par leur nom. Leur oppidum Nemetocenna (ou Nemetacon « le pays, le terrain appartenant au sanctuaire » cf. nemeto- et suffixe -āko.) est connu à partir de la période du Bas-Empire romain sous le nom Arras (Athrebate XIe siècle) qui conserve également cet ethnonyme selon un processus fréquemment observé en Gaule.

## Héraldique
| blason de l'Artois | Les armoiries de l'Artois se blasonnent ainsi : D'azur semé de fleurs de lys d'or au lambel de gueules chaque pendant chargé de trois châteaux d'or (châtelé de neuf pièces d'or). |

Robert Ier d'Artois brise les armes paternelles « de France ancien » (semé de fleurs de lys) par un lambel chargé de neuf châteaux. Cette surcharge fait référence à la fois aux neuf châtellenies d'Artois (Guînes, Tournehem, Saint-Omer, Aire-sur-la-Lys, Béthune, Hesdin, Bapaume, Lens…) et aux armes de la maison de sa mère, Blanche de Castille (« de gueules au château d'or ouvert et ajouré d'azur »). Blanche de Castille possédait les châtellenies de Hesdin, Bapaume et Lens avant 1237 comme douaire.

## Géographie

### Étendue géographique
En 1789, juste avant l'abolition des gouvernements généraux, l'Artois avait une superficie d'environ 4 988 km2. Au 1er janvier 2008, 1 110 106 personnes vivaient sur ce territoire de 4 988 km2, soit une densité de population de 226 hab./km2, deux fois la densité moyenne de la France.
Le gouvernement d'Artois était composée de :
- toutes les communes de l'actuel arrondissement d'Arras, à l'exception de : Étaing et Tortequesne (qui appartenaient à la Flandre française), Boiry-Notre-Dame et Dury (qui appartenaient au Cambrésis), Nédonchel, Ytres, Halloy, la partie de la commune de Beauvoir-Wavans située rive sud de l'Authie (c'est-à-dire l'ancienne commune de Beauvoir-Rivière) et la moitié d'Auxi-le-Château située rive sud de l'Authie (qui appartenaient toutes cinq à la Picardie) ;
- toutes les communes de l'actuel arrondissement de Lens, à l'exception de : Rouvroy, Pont-à-Vendin et Estevelles (qui appartenaient à la Flandre française) ;
- toutes les communes de l'actuel arrondissement de Béthune ;
- toutes les communes de l'actuel arrondissement de Saint-Omer, à l'exception de : Thiembronne, qui appartenait au Boulonnais, en Picardie ; Surques, Rebergues, Haut-Loquin, Alquines, Bouvelinghem, Bonningues-lès-Ardres, Zouafques, Nielles-lès-Ardres, Autingues, Louches, Landrethun-lès-Ardres, Rodelinghem, Brêmes et Ardres, qui appartenaient à l'Ardrésis, en Picardie ; Balinghem, Guemps, Offekerque, Nouvelle-Église, Vieille-Église et Oye-Plage, qui appartenaient au Calaisis, en Picardie ;
- toutes les communes des cantons de Hesdin, du Parcq et de Fruges ;
- toutes les communes du canton de Campagne-lès-Hesdin à l'exception de : Sempy et Marles-sur-Canche, qui faisaient partie du Boulonnais, en Picardie ; Boisjean, Buire-le-Sec, Maintenay et Roussent, qui faisaient partie de la Picardie ;
- les communes de Humbert et Campagne-lès-Boulonnais dans l'arrondissement de Montreuil ;
- les communes de Hocquinghen et Herbinghen dans l'arrondissement de Calais ;
- dix-huit communes de l'actuel département du Nord : Saint-Momelin (dans l'arrondissement de Dunkerque), Sainghin-en-Weppes (dans l'arrondissement de Lille), Roost-Warendin, Auby, Flers-en-Escrebieux, Lauwin-Planque, Esquerchin, Cuincy, Lambres-lez-Douai, Courchelettes et Gœulzin (toutes les neuf dans l'arrondissement de Douai), Aubencheul-au-Bac, Sailly-lez-Cambrai, Boursies, Flesquières, Noyelles-sur-Escaut, Villers-Plouich et Gouzeaucourt (toutes les sept dans l'arrondissement de Cambrai) ;
- quatre communes de l'actuel département de la Somme : Mézerolles, Terramesnil, Lesbœufs et Combles (mais pa l'ancienne commune de Fregicourt, fusionnée avec Combles en 1834, qui appartenait à la Picardie).

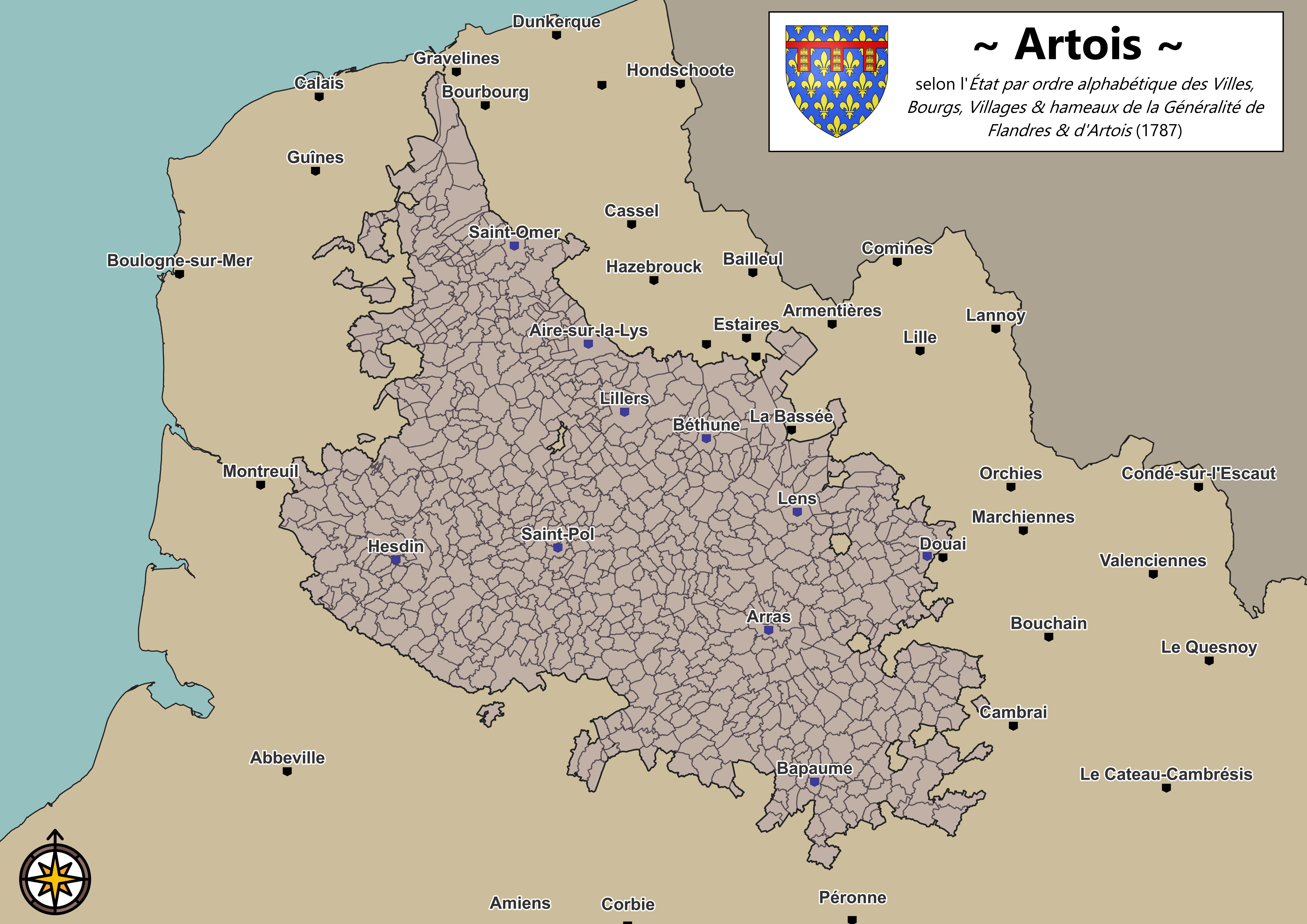
Carte des 600 communes de l'Artois.

Source de cette section : État par ordre alphabétique des Villes, Bourgs, Villages & hameaux de la Généralité de Flandres & d'Artois.

### Composition
Selon Alexis-Marie Gochet, l'Artois peut se subdiviser en plusieurs parties, il décrit en premier lieu un Artois roman, comprenant l'Artois propre autour d'Arras, il y met aussi l'Ostrevant avec pour capitale Bouchain dans le Nord, il y rajoute le Ternois avec pour chef-lieu Saint-Pol-sur-Ternoise, et enfin l'Escrebieu autour de Lens, Béthune et Hénin-Liétard. D'autres sources indiquent au sud-ouest le bailliage d'Hesdin. Briand écrit au sujet d'Hesdin, « Hesdin, ce n'est plus le Marquenterre, ce n'est pas encore le Ternois. Hesdin, quoi qu'en disent certains historiens, est l'indéniable capitale de l'Hesdinois dont les bourgades environnantes portent d'ailleurs la marque toponymique d'allégeance. (Cf. Campagne-les-Hesdin, Cappelle-les-Hesdin, Auchy-les-Hesdin). » On peut y rajouter l'Audomarois, que Gochet mentionne indirectement sous le nom d'Artois flamingant, qui a pour capitale Saint-Omer, et jadis Thérouanne.
Cependant, la constitution de l'Artois peut différer d'un document à l'autre, et des historiens tels que Paul Roger ne confondent pas Ostrevent et Artois.

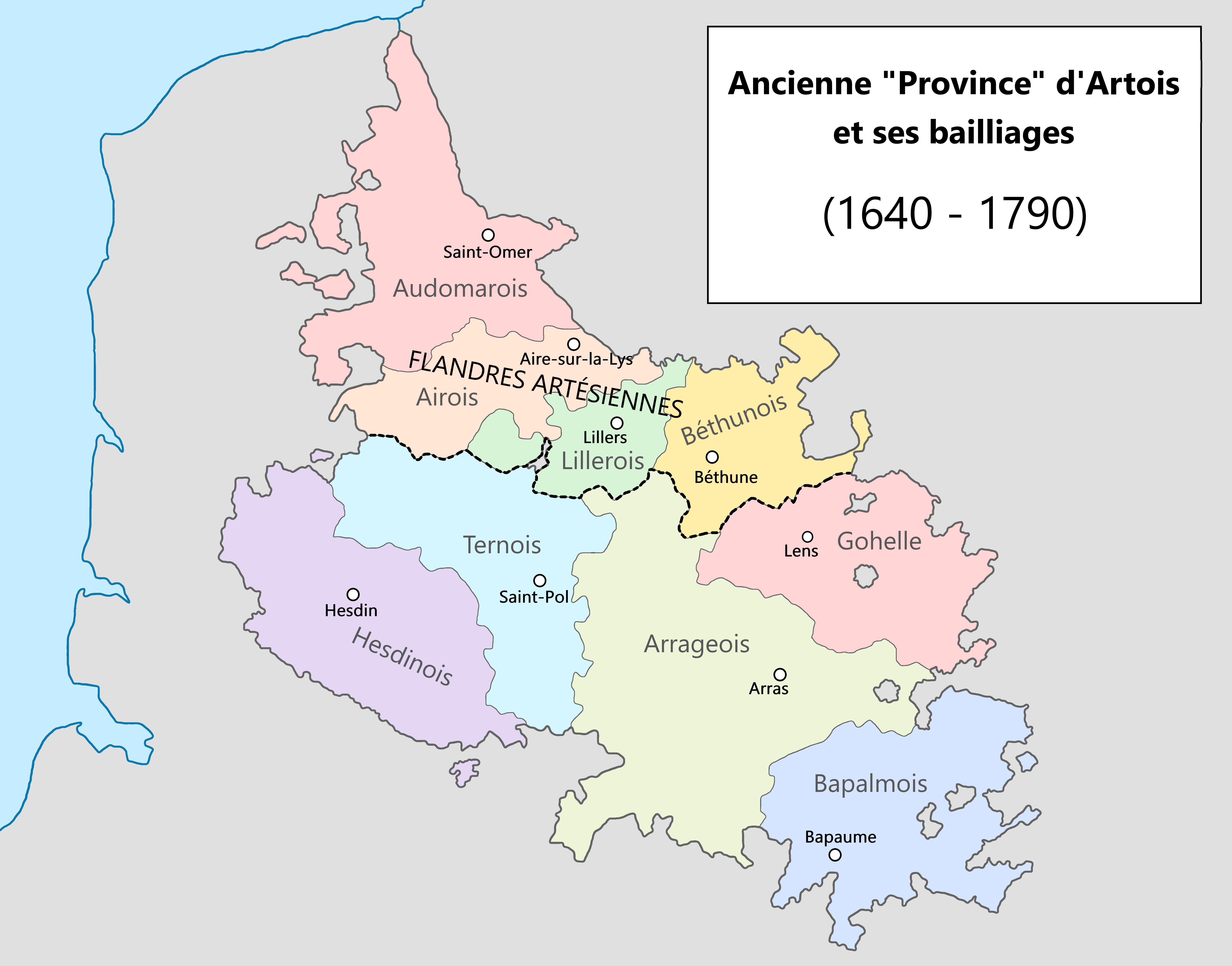
Ancienne province d'Artois, divisée en pays, dont ceux au nord de la province forment l'Artois flamingant,,,.

Les bailliages sont parfois repris des anciens diocèses ou des anciens pagus. Le gouvernement général regroupe de nombreux pays traditionnels picards ou flamands, compris entièrement ou non dans les limites de la province d'Artois :

Pays traditionnels picards et flamands au sein du gouvernement militaire.
Amiénois
Artois
Audomarois
Boulonnais
Calaisis
Cambrésis
Carembault
Gohelle
Ostrevent
Pays de la Lys
Pévèle
Ponthieu
Ternois
Vermandois
Weppes

Artois picard
- l'Amiénois (Amplier, Couin, Orville, Sarton, Terramesnil, Thièvres)
- l'Artois propre (bailliage de l'Arrageois sauf Sailly-en-Ostrevent, parties des bailliages du Bapalmois, de Gohelle et du Ternois)
- le Boulonnais (Hénoville, hameau de Herly)
- le Cambrésis (partie du bailliage du Bapalmois)
- la Gohelle (partie des bailliages de Gohelle et du Béthunois)
- l'Ostrevent (partie du bailliage de Gohelle + Sailly-en-Ostrevent)
- la Pévèle (Roost-Warendin)
- le Ponthieu (Brimeux, Mézerolles)
- le Ternois (bailliage de l'Hesdinois sauf Brimeux, Hénoville et Mézerolles + partie du bailliage du Ternois)
- le Vermandois (Combles et Morval)

Artois flamand ou Flandres artésiennes
- l'Audomarois (partie du bailliage de l'Audomarois, bailliages de l'Airois, du Lillerois)

- le Calaisis (Audrehem, Audruicq, Clerques, Escœuilles, Herbinghen, Hocquinghen, Journy, Polincove, Saint-Omer-Capelle et Zutkerque)
- le Carembault (Carvin, Libercourt et Meurchin)

- le Pays de la Lys (partie du bailliage du Béthunois)
- les Weppes (Sainghin-en-Weppes)

### Géologie
Le sud de l'Artois est marqué par les collines de l'Artois, qui correspondent à une zone de soulèvement le long de nombreuses lignes de failles parallèles.
Le pendage des couches argileuses et des couches poreuses explique le phénomène connu sous le nom de puits artésiens.

### Principales villes
Au recensement de 1806, les dix plus grandes villes de l'Artois étaient :
1. Saint-Omer : 20 362 habitants
2. Arras : 19 286 habitants
3. Aire-sur-la-Lys : 8 408 habitants
4. Béthune : 6 379 habitants
5. Carvin : 4 522 habitants
6. Lillers : 4 154 habitants
7. Laventie : 4 070 habitants
8. Hesdin : 3 450 habitants
9. Saint-Pol-sur-Ternoise : 3 409 habitants
10. Lestrem : 3 274 habitants

En 2020, les villes les plus peuplées de l'ancienne province sont :
1. Arras : 40 883 habitants
2. Lens : 32 458 habitants
3. Liévin : 30 102 habitants
4. Hénin-Beaumont : 25 886 habitants
5. Béthune : 24 983 habitants
6. Bruay-la-Buissière : 21 953 habitants
7. Avion : 17 676 habitants
8. Carvin : 17 667 habitants
9. Saint-Omer : 14 782 habitants
10. Harnes : 12 277 habitants

## Histoire
Les contours de l'Artois ont varié au cours des siècles, en fonction des aléas de l'Histoire et des rattachements ou séparations d'avec les comtés voisins (comté de Boulogne, comté de Flandre…). Au cours du XIIIe siècle, Barthélémy l'Anglais inclut même les cités importantes du comté d'Artois comme Arras et Thérouanne en Picardie, dans son encyclopédie De proprietatibus rerum. Dans les versions en moyen français publiées de 1480 à 1500, Jean Corbichon, qui réalise la traduction la plus célèbre de cet ouvrage, rajoute également Béthune, Lens et Saint-Omer parmi ces places fortes, cependant, ces villes sont également dites flamandes dans de nombreuses sources.

### Les Atrébates
L'Artois reprend une partie du pays de la tribu gauloise des Atrébates, dont la capitale Nemetocenna est devenue Arras. Les Romains intégrèrent ce pays dans la province romaine de Belgique.

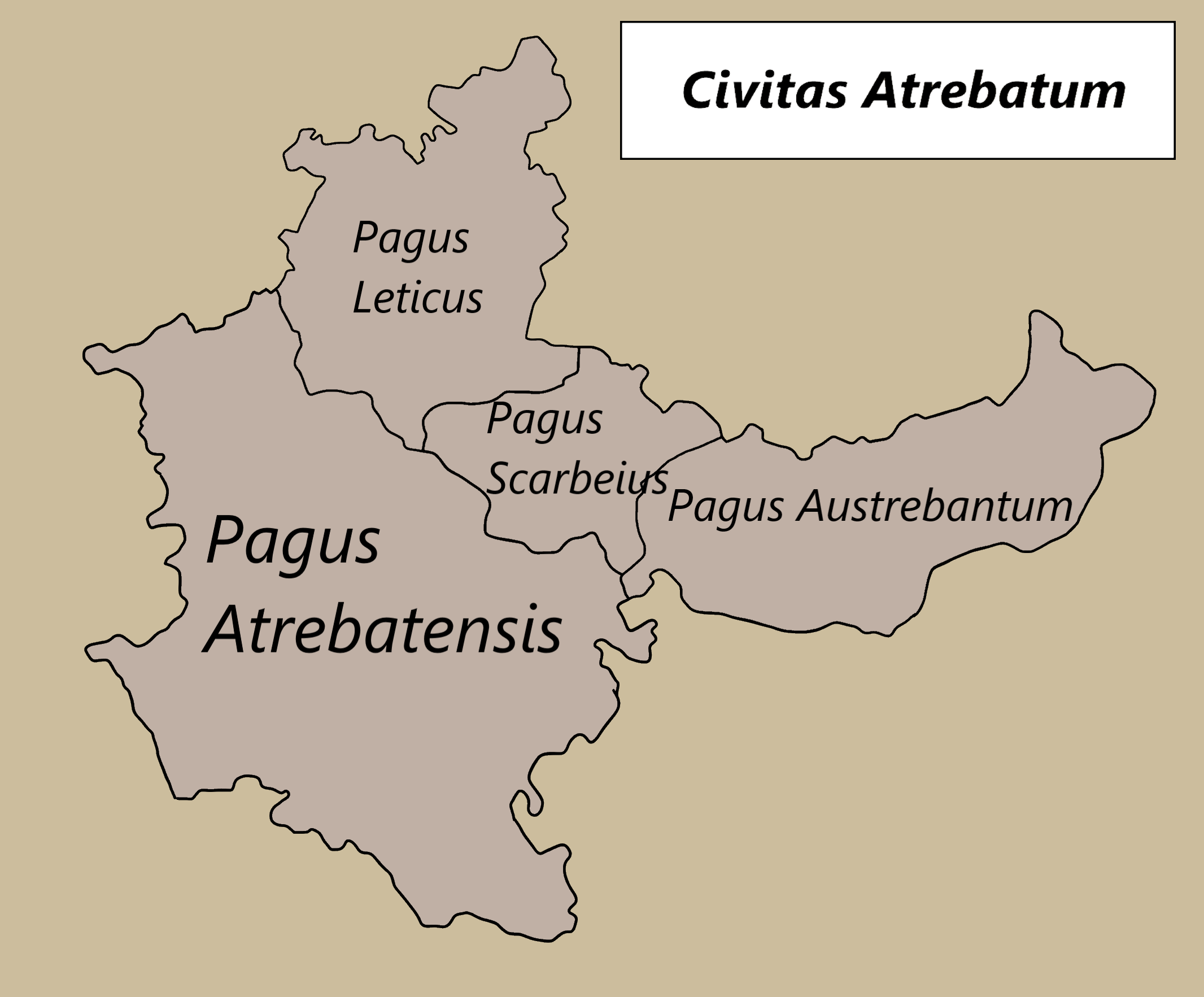
Localisation du pagus.

### Lepagus Atrebatensis
Le pagus fut conquis au Ve siècle par les Francs et donné en 863 par Charles le Chauve à Judith, sa fille, qui épousa Baudouin Bras-de-Fer, comte de Flandre. L'Artois devient ainsi flamand.
Après avoir été longtemps possédé par les comtes de Flandre, sous la suzeraineté de la France, il fut réuni à la couronne en 1180. Le comte de Flandre Philippe d'Alsace engagea l'Artois à titre de dot pour le mariage de sa nièce Isabelle, fille de Marguerite et de Baudouin V de Hainaut avec Philippe Auguste.

### Le comté d'Artois
La future province s'est formée artificiellement à partir d'une notable portion des États de Philippe d'Alsace dont le pagus Atrebatensis, qui résulte du mariage d'Isabelle, fille de sa sœur Marguerite, à Philippe Auguste en 1180. Le comté d'Artois comporte outre l'Artois proprement dit, les pays du Ternois, de la Gohelle mais aussi une portion notable des Flandres dont l'Audomarois et la région de Béthune, qui ne font pas partie de l'Artois traditionnel.
Louis IX donna l'Artois en 1237, avec titre de comté, à Robert, son frère puîné.
Après avoir relevé des ducs de Bourgogne, l'Artois est rattaché au domaine royal à la mort de Charles le Téméraire, le 5 janvier 1477. Le traité de Senlis l'attribue à l'Empereur Maximilien Ier. La souveraineté en est perdue par le roi de France François Ier au traité de Cambrai, et il passe par héritage aux Habsbourg d'Espagne. Il fut annexé définitivement par la France 130 ans plus tard, après la guerre de Trente Ans, le 7 novembre 1659, aux termes du traité des Pyrénées, sauf Aire-sur-la-Lys et Saint-Omer (l'Artois réservé). Le comté fut alors divisé en Artois français et en Artois espagnol, cette dernière section ne revint à la France qu'en 1678. Le comté d'Artois est réuni au Gouvernement Général militaire de Picardie à partir de 1640, il y reste pendant plus d'un siècle, jusqu'en 1765, date à laquelle il devient un Gouvernement militaire indépendant pendant une vingtaine d'années jusqu'à l'abolition des gouvernements généraux et particuliers lors de la Révolution française, en 1789.

## Gouvernement militaire (1765-1789)
1765 – 4 mars 1790
(149 ans, 6 mois et 23 jours)
Entités précédentes :
- gouvernement militaire de Picardie

Entités suivantes :
- Pas-de-Calais
- Nord
- Somme

L'Artois devient un gouvernement militaire en 1765.

## Politique et administration
Lorsque la France est divisée en gouvernements généraux et particuliers, certains ont leurs propres lois, leurs propres privilèges et leurs propres libertés. L'Artois est un de ces pays à avoir conservé jusqu'à la Révolution, les institutions locales appelées « assemblée d'État ». Ces assemblées d'État sont le lieu où siègent les trois ordres (oratores, bellatores et laboratores) et assurent les intérêts de la province

## Artois dans la littérature
- Aux XIIe – XIIIe siècles, un groupe de trouvères de la ville d'Arras et de ses environs réunissait des poètes issus de divers milieux (Audefroi le Bâtard, Jean Bodel, Conon de Béthune, Adam de la Halle...). Ces poètes-musiciens artésiens ont souvent apporté une touche de légèreté à la poésie de l'époque et ont exploité le genre général de la romance.
- L'auteur artésien le plus célèbre est probablement l'abbé Prévost, originaire d'Hesdin. Son roman-mémoires Manon Lescaut voit sa première partie se dérouler à Amiens, ville dont le protagoniste Des Grieux est originaire et où il rencontre Manon qui est alors en provenance d'Arras[24].
- Alexandre Dumas, dans son roman Les Trois Mousquetaires, place une partie du récit dans un couvent de Béthune.
- Maurice Druon, dans sa suite romanesque historique Les Rois maudits, place l'Artois et le combat que se sont livré Robert III d'Artois et sa tante Mahaut d'Artois en première ligne, et le présente comme l'élément déclencheur de la guerre de Cent Ans.
- Plusieurs romans de Georges Bernanos — en particulier Sous le soleil de Satan ou Journal d'un curé de campagne — voient leur intrigue se nouer dans cette province, où il a passé son enfance. Il restitue l'ambiance crépusculaire des « chemins creux du pays d'Artois à l'extrême automne, fauves et odorants comme des bêtes, sentiers pourrissant sous les pluies de novembre, galops dans le ciel, eaux mortes. » (Préface, Les Grands cimetières sous la Lune).